# 双截龙V：失落之影
《双截龙V：失落之影》是一款由美国公司Leland Interactive Media制作的双截龙系列游戏。与先前双截龙游戏不同的是，Technōs Japan几乎没有加入游戏的制作。游戏于1994年在超级任天堂上发行。
游戏具有4个模式：巡回赛模式、对战模式、探险模式和观战模式。
最初的超级任天堂版本收到混和的评价。